# Alexandre de Browne de Tiège
Alexandre de Browne de Tiège, né à Berchem le 26 décembre 1841 et mort à Beveren-Waas le 5 juin 1910, est un homme politique belge d'origine irlandaise.

## Fonctions et mandats
- Membre de la Chambre des représentants de Belgique : 1900-1904

## Sources
- A. STENMANS, Alexandre de Browne de Tiège, 1841-1910, in: Biographie coloniale belge, 1952.
- Paul VAN MOLLE, Het Belgisch Parlement, 1894-1972, Antwerpen, 1972.
- G. KURGAN-VAN HENTENRIJCK, (ed.), Dictionnaire des patrons en Belgique, Brussel, 1996.
- Kevin POSCHET, Alexandre de Browne de Tiège (1841-1910): "bankier van Leopold II" en "baron van de afgekapte handen", in: Het Land van Beveren, 2010.

- Ressource relative à plusieurs domaines :   - ODIS